# Rosa e Cornelia
Pour plus de détails, voir Fiche technique et Distribution.
Rosa e Cornelia est un film italien réalisé par Giorgio Treves, sorti en 2000.

## Synopsis
En 1748, après une nuit de carnaval à Venise, la jeune comtesse Cornelia (Chiara Muti) est enfermée par ses parents car ceux-ci ont découvert qu'elle était enceinte. Il ne faut surtout pas que le duc de Fontanges à qui Cornelia a été promise en mariage le découvre, sinon le contrat de mariage serait rompu et ce serait une catastrophe sociale et financière. Rosa (Stefania Rocca), une jeune paysanne elle aussi enceinte, est engagée pour aider Piera (Athina Cenci) la vieille nourrice, et pour exécuter le sombre dessein de la famille de Cornelia.

## Distribution
- Stefania Rocca : Rosa
- Chiara Muti : Cornelia
- Athina Cenci : Piera
- Massimo Poggio : Lorenzo
- Daria Nicolodi : Eleonora, la mère de Cornelia
- Massimo De Rossi : le père de Cornelia